# Pseudonaja guttata
Pseudonaja guttata är en ormart som beskrevs av Parker 1926. Pseudonaja guttata ingår i släktet Pseudonaja och familjen giftsnokar och underfamiljen havsormar. Inga underarter finns listade i Catalogue of Life.
Denna orm förekommer i Australien i Queensland, i östra Northern Territory och i nordöstra South Australia. Arten lever i torra gräsmarker. Individerna gömmer sig ofta i jordhålor. Födan utgörs av groddjur, andra kräldjur och små däggdjur. Honor lägger ägg.
För beståndet är inga hot kända. Hela populationen antas vara stor. IUCN listar arten som livskraftig (LC).